# Hermandad de la Esperanza (Andújar)
La Hermandad de la Esperanza es una hermandad y cofradía de culto católico de la ciudad española de Andújar (Jaén). Su nombre completo es Cofradía de Nuestra Señora de la Esperanza, Santísimo Cristo de la Providencia y Nuestro Padre Jesús Caído. Tiene su residencia canónica en la iglesia parroquial de Santa María La Mayor. Fue fundada en 1946.

## Historia
La Hermandad se creó el 17 de febrero de 1946 por parte de integrantes de la Peña Taurina de Andújar. Sus primeros estatutos fueron aprobados el 5 de abril de ese mismo año. Al día siguiente, es bendecida la imagen de Nuestra Señora de la Esperanza, que había sido adquirida a la fábrica Merlo de Valencia, especializada en artículos religiosos. Realizó su primer desfile procesional el Jueves Santo, 18 de abril de 1946, en un paso prestado. Dos años después estrenaría el suyo, obra de Antonio Peralta Gómez. En 1953 se culminaría el retablo, cuyo autor fue José Garcés.

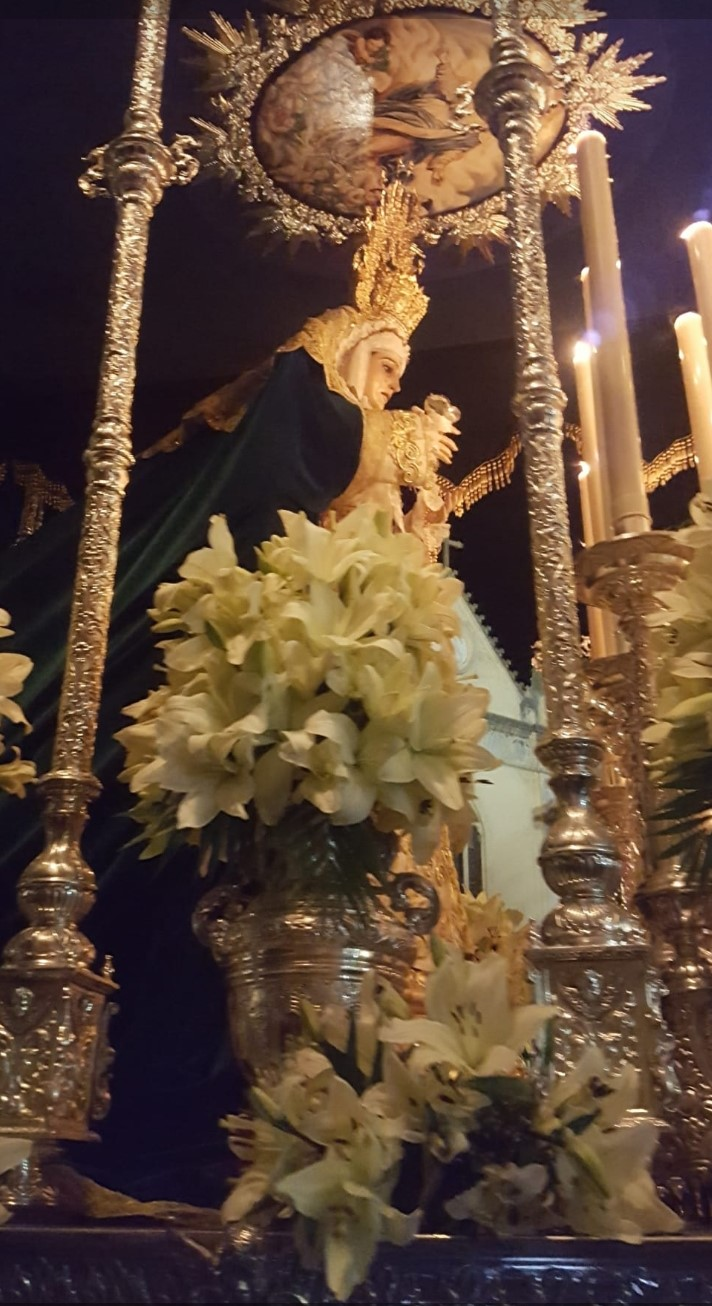
Nuestra Señora de la Esperanza

En el año 1958 se incorpora a la Hermandad la imagen del Cristo de la Providencia, en alusión a la imagen que se venera en una pequeña hornacina en la calle Alhóndiga, muy cerca de la sede canónica de la corporación. Dicha advocación contaba con un gran fervor popular, que se ve refrendado por una leyenda centenaria. Procesionó por vez primera en la Semana Santa del año 1959.
En 1971 se conforma la Hermandad actual, uniéndose a la misma la imagen de Jesús Caído, antigua escuadra de la cofradía de los Dolores del Carmen (denominado en el siglo XVIII como Cristo de las Misericordias) que estuvo procesionando varios años, como hermandad independiente, junto a la Cofradía de Jesús de la Paciencia.
En el año 2001, se decide que la imagen del Cristo de la Providencia procesione el Martes Santo, en sagrado Viacrucis. Jesús Caído y Nuestra Señora de la Esperanza lo seguirán haciendo el Jueves Santo. En 2002, la Virgen estrena nuevo paso. En el 2014, se incorporan dos imágenes secundarias al misterio y un nuevo paso procesional.
A lo largo del año 2021 la Hermandad conmemora el 75 aniversario de su fundación con varios actos. El cartel conmemorativo de este evento fue realizado por el artista Jonathan Sánchez Aguilera. El viacrucis oficial de la Agrupación de cofradías fue presidido este año por la imagen de Jesús Caído, al conmemorarse los cincuenta años de la incorporación de este Titular a la Hermandad. Del 18 al 22 de octubre, en la antigua iglesia de Santa Marina, tuvo lugar la exposición de enseres y documentos de la Cofradía. El 24 de octubre se celebró solemne rosario vespertino por las calles del barrio de Santa María con la imagen de Nuestra Señora de la Esperanza. Para finalizar este año especial, se estrenó la salve de la Virgen de la Esperanza, compuesta por el andujareño Pedro J. López y desde el 16 de diciembre, la antigua calle Pintor Zabaleta pasa a denominarse de Nuestra Señora de la Esperanza por acuerdo del pleno de la corporación municipal.
Algunos de los actos organizados por la Hermandad son: triduo a cada uno de sus Titulares, procesión infantil y cruz de mayo, montaje de altar en la festividad del Corpus Christi, cursos de acolitado, participación en la vida parroquial, distintas actividades de caridad como el “ensayo solidario”, organización de campeonato de fútbol-sala, carroza en la cabalgata de Reyes, etc. Edita boletín anual (Esperanza) y posee página web. Del 2001 al 2010 promovió unas exaltaciones que aparecen publicadas en el libro Esperanza. 10 Años de Exaltación para 65 años de Historia (2011).

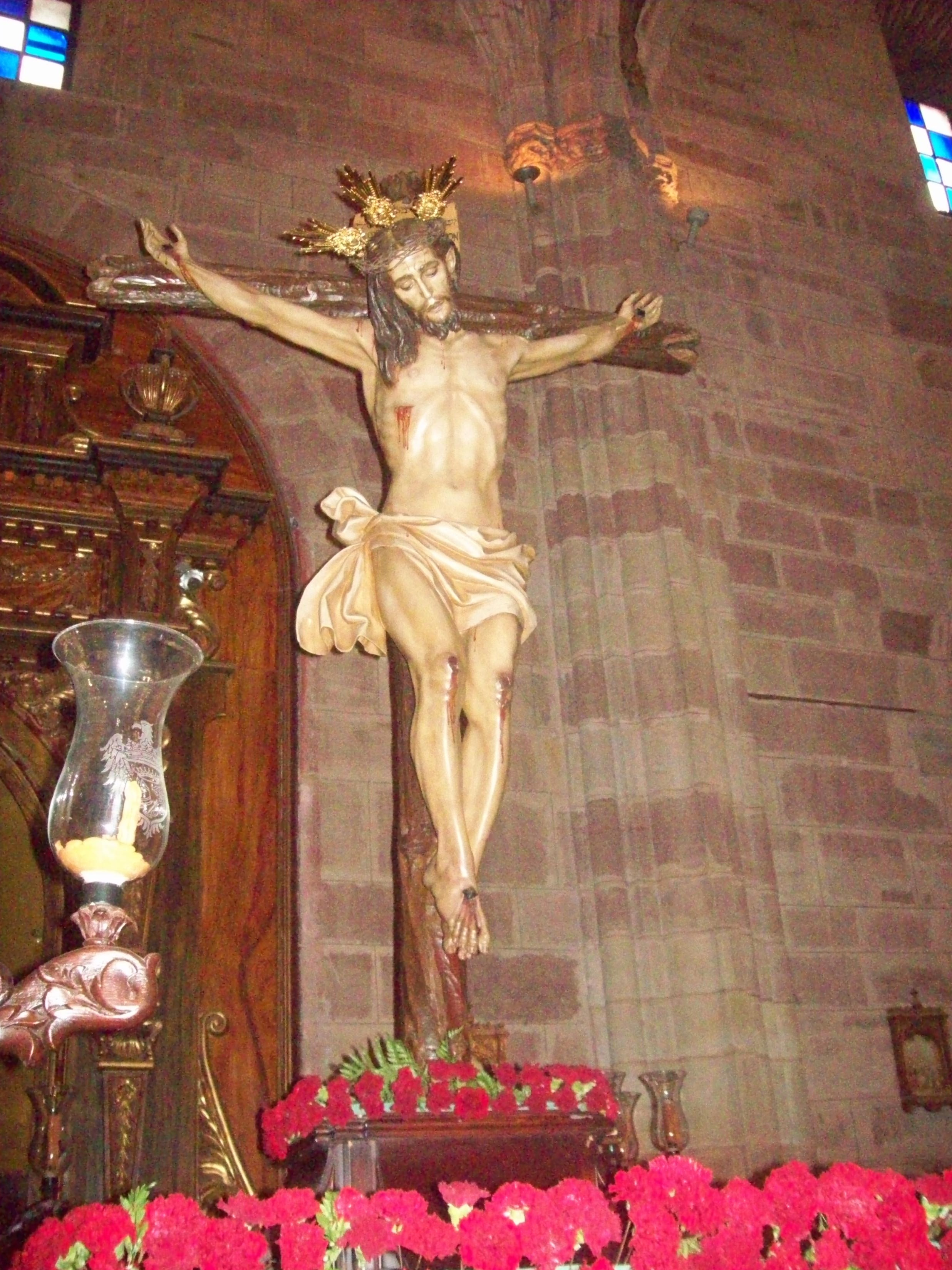
Stmo. Cristo de la Providencia

## Pasos
Martes Santo
- Paso del Santísimo Cristo de la Providencia. La imagen de este crucificado es obra del escultor Efraín Gómez Montón (1958). Procesiona en silencio sobre paso de madera en color caoba, obra de Francisco de Paula Rodríguez Mefre (años 40). Es portado por 12 hermanos costaleros, mientras que se rezan las estaciones del Santo Viacrucis.[15]

Jueves Santo
- Paso de misterio. La imagen de Jesús Caído es obra de Federico Coullaut-Valera (años 40). Las imágenes del Cirineo y el soldado romano son de Jorge Domínguez Conde, autor también del paso sobre el que procesiona (2014).[16] Es portado por cuadrilla de 40 hermanas costaleras.[17]
- Paso de palio. La imagen de Nuestra Señora de la Esperanza es obra de Enrique Pariente Sanchís.[18]  (1946). Procesiona sobre paso de Orovio de la Torre, excepto los varales, obra de Manuel de los Ríos. La Gloria del palio es de Pedro Palenciano Olivares,[17] que también se está encargando de bordar las bambalinas.[19] Es portado por cuadrilla de 30 hermanos costaleros.[20]

El paso de misterio procesiona acompañado por una banda de tambores y cornetas, mientras que el paso de palio lleva banda de música.

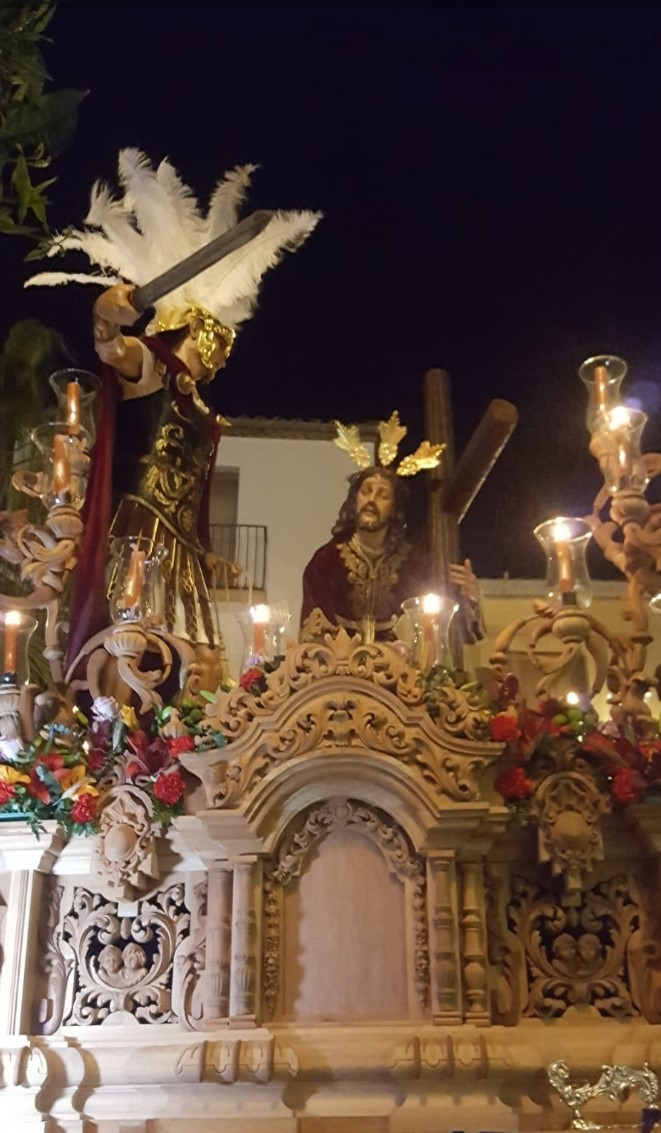
Ntro. Padre Jesús Caído

## Sede canónica
Iglesia parroquial de Santa María La Mayor. Nuestra Señora de la Esperanza ocupa el lugar que tuviera hasta la Guerra Civil la Virgen de los Dolores del antiguo convento de Carmen El Cristo de la Providencia y Jesús Caído se sitúan a los pies de la iglesia, en la nave del evangelio: el crucificado en un dosel granate y Jesús Caído en retablo que tallara el artista local Francisco Rodríguez Mefre.

## Traje de estatutos
- Martes Santo: Traje oscuro y cirios blancos, acompañando al Cristo en el rezo del Santo Viacrucis[24]
- Jueves Santo: Los nazarenos visten túnica y capa blancas con el escudo de la Hermandad sobre esta, antifaz de terciopelo, cíngulo y botonadura verde, calcetín blanco y calzado negro. La presidencia del paso de misterio va ataviada, en memoria de su antigua Hermandad, con túnica blanca, con capa y antifaz granate, así como la botonadura y el cingulo.[25]

## Marchas dedicadas a la Hermandad
- “Virgencita de la Esperanza”, de Juan Amador Jiménez (1950)[26]
- “Esperanza iliturgitana”, de Miguel Torralbo Reyes.
- “Esperanza y Providencia”, de Antonio Jesús Pareja Castilla (enero, 2013; estrenada en el Teatro Principal de Andújar por la banda de música de Ntra. Sra. de la Paz de Marmolejo en el año 2017, en el concierto benéfico de Cáritas Interparroquial de Andújar).